# 瓦爾克斯采爾河
49°6′13.04″N 10°57′9.92″E / 49.1036222°N 10.9527556°E
瓦爾克斯采爾河（德語：Walkerszeller Bach），是德國巴伐利亚州的河流，位於該國東南部，屬於班策河的左支流，河道全長4.5公里，流域面積6.9平方公里。